# Castlehaven
Castlehaven (en irlandés Gleann Bearcháin)  es una parroquia civil en el condado de Cork, Irlanda .  Se encuentra en West Cork, a unos 72 kilómetros al suroeste de Cork, en la costa. La parroquia civil incluye la ciudad de Castletownshend y las aldeas de Rineen y Tragumna 

## Historia
El nombre irlandés Gleann Bearcháin se suele anglicanizar como Glanbarighan, Glanbaraghan y Glanbarrahan. En 1601 se libró en sus costas la batalla naval de Castlehaven librada, en el marco de la Guerra de los Nueve Años . 

## Deporte
Castle haven es la sede del Castlehaven GAA, club de fútbol gaélico que participa en las competiciones de Cork GAA  y que ha ganado el campeonato de fútbol senior de Cork en cinco ocasiones y el campeonato senior de Munster en tres.